# Озеро Забуття

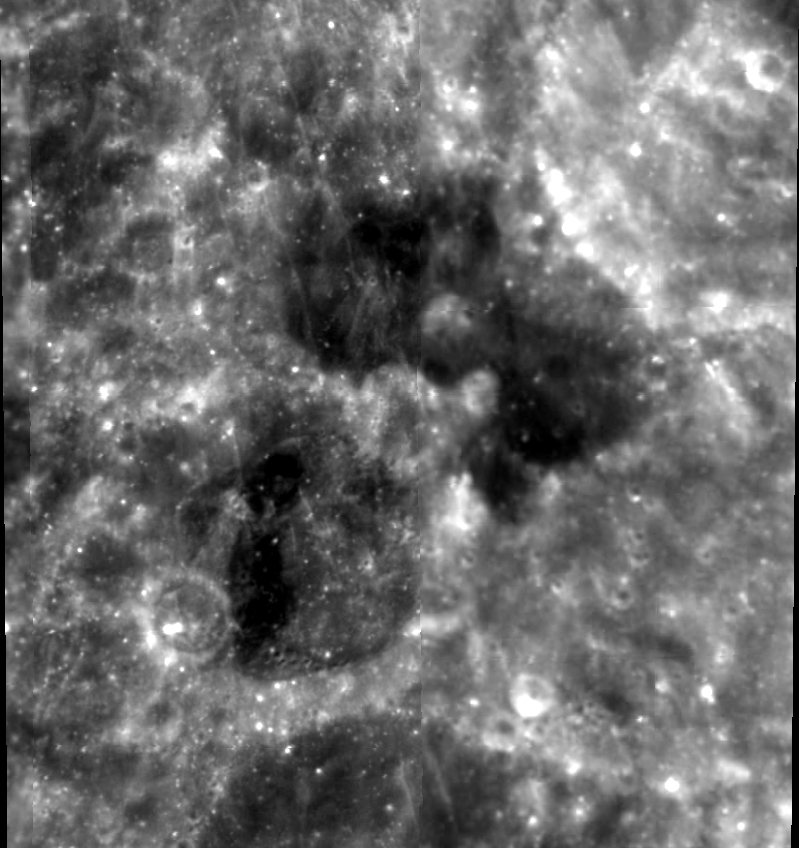
Мозаїка знімків «Клементини», зроблених при високому Сонці

О́зеро Забуття (лат. Lacus Oblivionis) — маленька морська ділянка на зворотному боці Місяця, на півночі басейну Південний полюс — Ейткен. Розмір — 38×24 км. Міжнародний астрономічний союз затвердив його назву 1976 року.
Озеро Забуття «затиснуте» між двома кратерами. Це 40-кілометровий Мохоровичич R на північному сході та 35-кілометровий Снядецький Y на південному заході. Дно останнього теж частково вкрите морською лавою. Координати центра озера — 20°24′ пд. ш. 168°30′ зх. д. / 20.4° пд. ш. 168.5° зх. д..
Озеро Забуття має неправильну форму зі звуженням посередині. Воно оточене височинами, що здіймаються над ним на 0,5–1,5 км, а на півдні сполучається вузькою протокою з кратером Снядецький Y. Найбільші деталі поверхні озера — острівець діаметром 4 км та вдвічі менший кратер, що межує зі східним краєм цього острівця. Найменованих об'єктів в Озері Забуття станом на 2022 рік нема.
Поверхня Озера Забуття лежить на 1,1–1,3 км нижче за місячний рівень відліку висот. Товщину його лави оцінюють у 0,1 км. З'явилося воно в імбрійському періоді.